# Tracy Depot
Tracy Depot est une localité canadienne faisant partie de la paroisse de Grimmer, dans le comté de Restigouche, au Nord-Ouest du Nouveau-Brunswick. Elle est nommée en l'honneur de Jeremiah Tracy, un entrepreneur forestier de la région.

## Annexe